# Hradiště u Písku (hradiště)
Hradiště u Písku je pravěké hradiště na západním okraji města Písek v Jihočeském kraji. Nachází se na vrcholu Hradišťského vrchu nad čtvrtí Hradiště. Vrch byl osídlen v několika obdobích pravěku, ale hradiště na něm vzniklo nejspíše v mladší době bronzové. Jeho pozůstatky jsou chráněny jako kulturní památka.

## Historie
Hradiště objevil v sedmdesátých letech devatenáctého století mineralog August Krejčí, který také spolu s Augustem Sedláčkem v letech 1923–1924 provedl jeho první výzkum. V období 1923–1925 hradiště prozkoumal Bedřich Dubský, který upozornil na existenci dvou (v pozdějších pracích jen jednoho) předhradí a jako první datoval dobu založení hradiště do mladší doby bronzové. Později zde vedl archeologické výzkumy ještě v letech 1943 a 1951. V roce 1947 hradiště zkoumal Josef Maličký a v letech 1959–1964 Jiří Fröhlich a Jan Michálek, kteří získali keramiku datovanou do střední doby bronzové a čepel z mladšího paleolitu. Poslední archeologický výzkum zde v roce 1979 provedl Peter Braun. Pozdější výzkumy byly prováděny nedestruktivními metodami a nelegálně pomocí detektorů kovů.
Přítomnost lidí na Hradišťském vrchu je doložena v několika pravěkých obdobích včetně střední doby laténské. Přestože vznik opevnění nebyl datován, předpokládá se, že fortifikace byla vybudována na rozhraní střední a mladší doby bronzové. V tehdejší době bylo zdejší hradiště jediným v celých jižních Čechách a zároveň největším hradištěm doby bronzové v oblasti.

## Stavební podoba
Opevnění hradiště od středověku sloužilo jako zdroj stavebního materiálu, a proto se dochovalo ve špatném stavu. V některých úsecích je patrné jen jako terénní hrana. Celková délka původní hradby akropole měřila 620 metrů a ohraničovala plochu o velikosti 2,6 hektaru. Místy je patrný kamenitý val a pouze na západní straně je patrný mělký příkop. Na akropoli na severozápadní straně navazovalo předhradí s obvodem 485 metrů a plochou dvou hektarů. Jeho opevnění se dochovalo jen zlomkovitě a v místech mladších jámových lomů zcela zaniklo. V roce 1979 byly zdokumentovány příčné valy v jihozápadním předpolí akropole. Valy vysoké řádově desítky centimetrů jsou dlouhé osm až třicet metrů a vzdálenost mezi nimi je okolo pěti metrů. Celkově člení prostor v délce 340 metrů.